# 78e régiment d'infanterie (armée impériale japonaise)
Pour les articles homonymes, voir 78e régiment.
Le 78e régiment d'infanterie est un régiment d'infanterie de l'armée impériale japonaise. Le régiment est rattaché à la 39e brigade d'infanterie de la 20e division. Le régiment a participé à la Seconde guerre sino-japonaise et aux dernières étapes de la Seconde Guerre mondiale, opérant en Nouvelle-Guinée, dans le cadre de la 18e armée japonaise.

## Organisme
- 1er bataillon
- 2e bataillon
- 3e bataillon

## Commandants
- Colonel Tomitarō Horii (1938 - 1941)